# Eurytoma piezotracheli
Eurytoma piezotracheli är en stekelart som beskrevs av Jean-Yves Rasplus 1988. Eurytoma piezotracheli ingår i släktet Eurytoma och familjen kragglanssteklar.
Artens utbredningsområde är Elfenbenskusten. Inga underarter finns listade i Catalogue of Life.